# Chilochroma albicostalis
Chilochroma albicostalis là một loài bướm đêm trong họ Crambidae.